# Louis Leroux du Chatelet
Louis Leroux du Chatelet est un homme politique français né le 26 janvier 1763 à Arras (Pas-de-Calais) et mort le 19 octobre 1834 à Rœux (Pas-de-Calais).

## Biographie
Louis Leroux du Chatelet appartient à une famille de magistrats. Il effectue ses études au collège de Navarre à Paris. Il épouse une demoiselle Quarré de Chelers
Il entre en 1788 comme conseiller au conseil supérieur d'Artois, puis en tant que garde des sceaux à la chancellerie du même conseil.
Officier municipal à Arras au début de la Révolution, il démissionne après neuf mois, est emprisonné en 1793 comme suspect et comme frère d'un émigré. Très attaché à la monarchie, se prononce contre le retour de Napoléon en 1814.
Sous-préfet d'Arras pendant la première Restauration, il est député du Pas-de-Calais de 1815 à 1816 et de 1821 à 1827 et siège dans la majorité soutenant la Restauration.
Une source le dit chevalier de la Légion d'honneur.

## Sources
- « Louis Leroux du Chatelet », dans Adolphe Robert et Gaston Cougny, Dictionnaire des parlementaires français, Edgar Bourloton, 1889-1891 [détail de l’édition]